# 你來了
【你來了】是鳳飛飛的第五十九張個人專輯，1982年12月歌林唱片發行。
中視於1983年3月27日播出鳳飛飛電視專輯【你來了】，俞凱爾與唐冀共同擔任製作人。

## 專輯曲目
| 曲序 | 曲名       | 作詞   | 作曲   | 編曲 | 長度 | 備註                                                                     |
| 01   | 你來了     | 黃仁清 | 黃仁清 |      |      |                                                                          |
| 02   | 不要告訴我 | 羅萍   | 羅萍   |      |      |                                                                          |
| 03   | 深夜       | 蔡益彬 | 蔡益彬 |      |      |                                                                          |
| 04   | 心裡的期待 | 孫家麟 | 翁清溪 |      |      | 李麗蕊翻唱粤語版害羞的女孩，收錄於小妹妹日記專輯                         |
| 05   | 歸鄉路     | 陳旭光 | 劉家昌 |      |      |                                                                          |
| 06   | 那段情懷   | 林煌坤 |        |      |      | 改編自小林幸子的歌曲ふたりはひとり                                       |
| 07   | 愛不完的你 | 孫家麟 | 翁清溪 |      |      |                                                                          |
| 08   | 另一種表白 | 林煌坤 |        |      |      | 改編自 Connie Francis的歌曲Stupid Cupid                                  |
| 09   | 想家       | 林煌坤 |        |      |      | 改編自中島美雪的歌曲忘れられるものならば                                 |
| 10   | 青春的動律 | 林煌坤 |        |      |      | 改編自The Marvelettes的歌曲Beechwood 4-5789 金瑞瑤翻唱；收錄於〈望著你〉 |
| 11   | 溫暖       | 林煌坤 |        |      |      | 改編自加山雄三的歌曲湯沢旅情                                             |
| 12   | 鄉之祈     | 陳旭光 | 黃仁清 |      |      |                                                                          |

## 專輯版本
- 黑膠唱片[1]
  - 1982年12月台灣歌林唱片發行
  - 1982年12月新加坡、馬來西亞、香港風錄可朗（寶麗金 Polydor）唱片發行[2][3][4]
    - 此專輯香港版封套不同於新加坡/馬來西亞版封套，香港版跟足台灣版封套設計，主打歌同樣為【你來了】；新加坡/馬來西亞封套則采用另外的照片和設計，主打歌更換爲【另一種表白】。兩個版本的黑膠圓標和歌詞紙設計相同。
- 卡帶
  - 1982年12月台灣歌林唱片發行
  - 1982年12月新加坡、馬來西亞、香港風錄可朗（寶麗金 Polydor）唱片發行
- CD
  - 【鳳起雲擁之你來了】2003年12月台灣飛躍藝人經紀工作室製作；全員集合國際多媒體發行
  - 【復刻版】2007年8月台灣飛躍藝人經紀工作室製作；喜瑪拉雅音樂發行